# The Amps
The Amps fue una banda de indie rock de Dayton, Ohio, Estados Unidos. Formada por Kim Deal en 1995 después de que The Breeders se tomaran un descanso, comenzaron a actuar bajo el nombre de "Tammy Ampersand and the Amps" (un nombre inspirado en su amigo Robert Pollard) y después se acortó a "The Amps".  
Su álbum Pacer fue lanzado el día de Halloween de 1995. Está repleto de canciones que iban a ser para el futuro álbum de The Breeders, después de Last Splash.  
Kim Deal originalmente iba a tocar todos los instrumentos del álbum, llegando incluso a aprender a tocar la batería (ya sabía guitarra y bajo, habiendo tocado guitarra con The Breeders y el bajo con The Pixies), aunque al final reclutó a Jim Macpherson, batería de The Breeders y a Luis Lerma y Nate Farley, dos amigos de Dayton, para tocar en el álbum y salir de gira.  
Pacer tuvo poco éxito de ventas, aunque en general recibió buenas críticas. Quizás esperando un éxito similar a Last Splash, Elektra hizo un prensado inicial del álbum demasiado grande, llevando a que el álbum se tuviera que vender en tiendas de segunda mano.
The Amps estuvieron de gira hasta el verano de 1996, incluyendo ser teloneros de la primera gira de  Foo Fighters, hasta que Kim disolvió la banda y anuló varios conciertos y festivales para volver a reunir a Breeders. El guitarrista Nate Farley y el batería Jim Macpherson se unieron a Guided by Voices, aunque todos los demás se reubicaron en la nueva formación de The Breeders.

## Miembros
- Kim Deal: Voz, guitarra
- Jim Macpherson: Batería
- Luis Lerma: Bajo
- Nate Farley: Guitarra

## Discografía
- Pacer - 1995